# استانیسلاو لاتال
استانیسلاو لاتال (چکی: Stanislav Látal; ۷ مهٔ ۱۹۱۹ – ۴ اوت ۱۹۹۴) عروسک‌گردان، پویانما و کارگردان فیلم اهل کشور چکسلواکی بود.